# Aphanogmus terminalis
Aphanogmus terminalis is een vliesvleugelig insect uit de familie van de Ceraphronidae. De wetenschappelijke naam van de soort is voor het eerst geldig gepubliceerd in 1861 door Foerster.